# 小行星7495
小行星7495（7495 Feynman）是一颗绕太阳运转的小行星，为主小行星带小行星。该小行星于1995年11月22日发现。

## 轨道参数
小行星7495的轨道半长轴为2.8083144 UA，离心率为0.158。